# 316
Правління Костянтина Великого у Римській імперії. У Китаї править династія династія Цзінь, в Японії триває період Ямато. У Персії править династія Сассанідів.
На території лісостепової України Черняхівська культура. У Північному Причорномор'ї готи й сармати.

## Події
- Розкол у Китаї, хунну захопили столицю Чанань і династія Західна Цзінь припинила існування.
- Імператор Сходу Ліциній надає титул августа Валерію Валенту.
- Імператор Костянтин Великий завдає поразки силам Люцинія і Валерія Валента.
- Костянтин Великий робить спробу вирішити кризу з донатизмом.

## Народились
- Костянтин II, син Костянтина Великого, майбутній імператор.

## Померли
- Святий Власій